# Riksvei 9

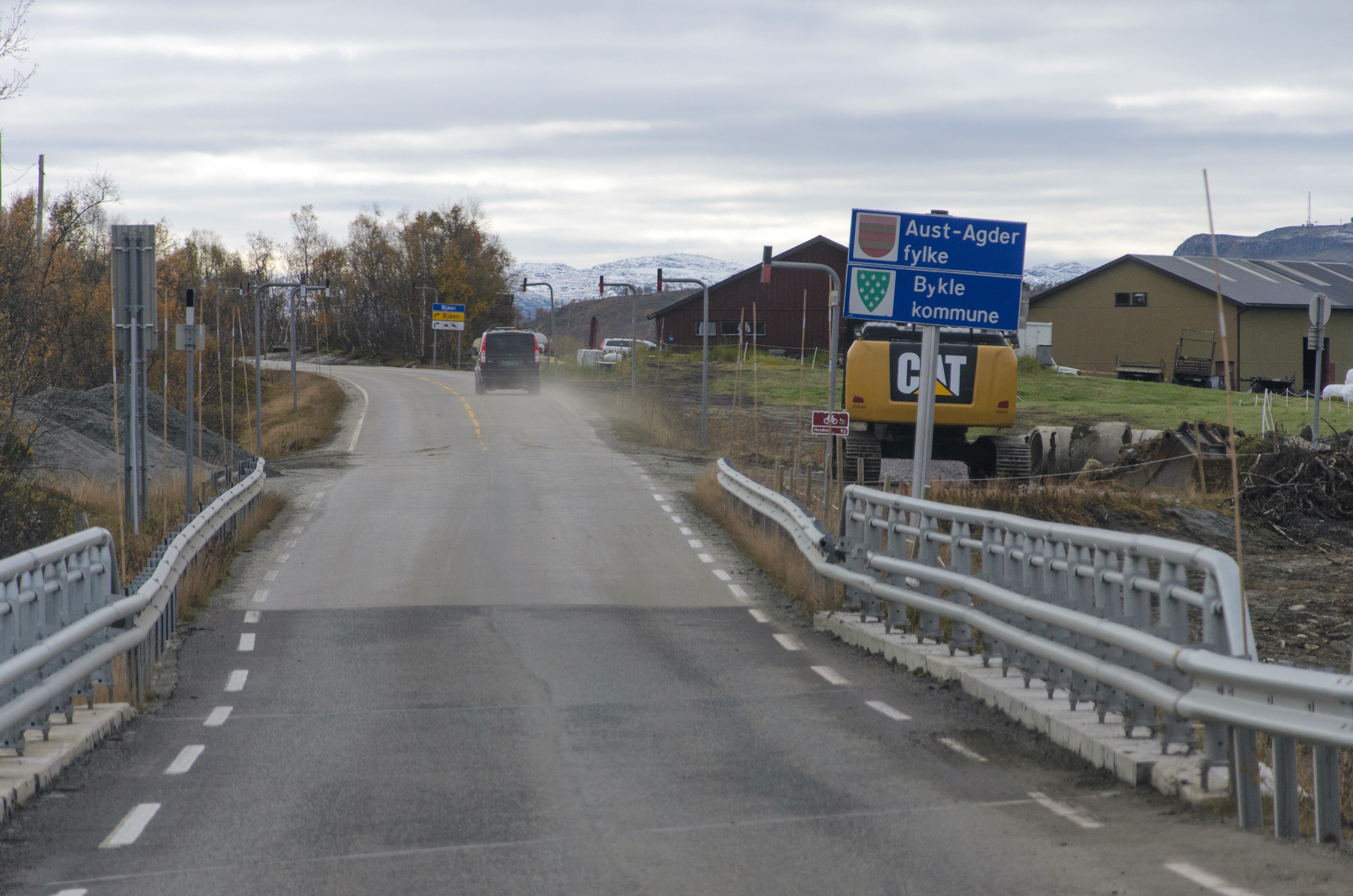
Die Straße an der Provinzgrenze von Telemark (2015)

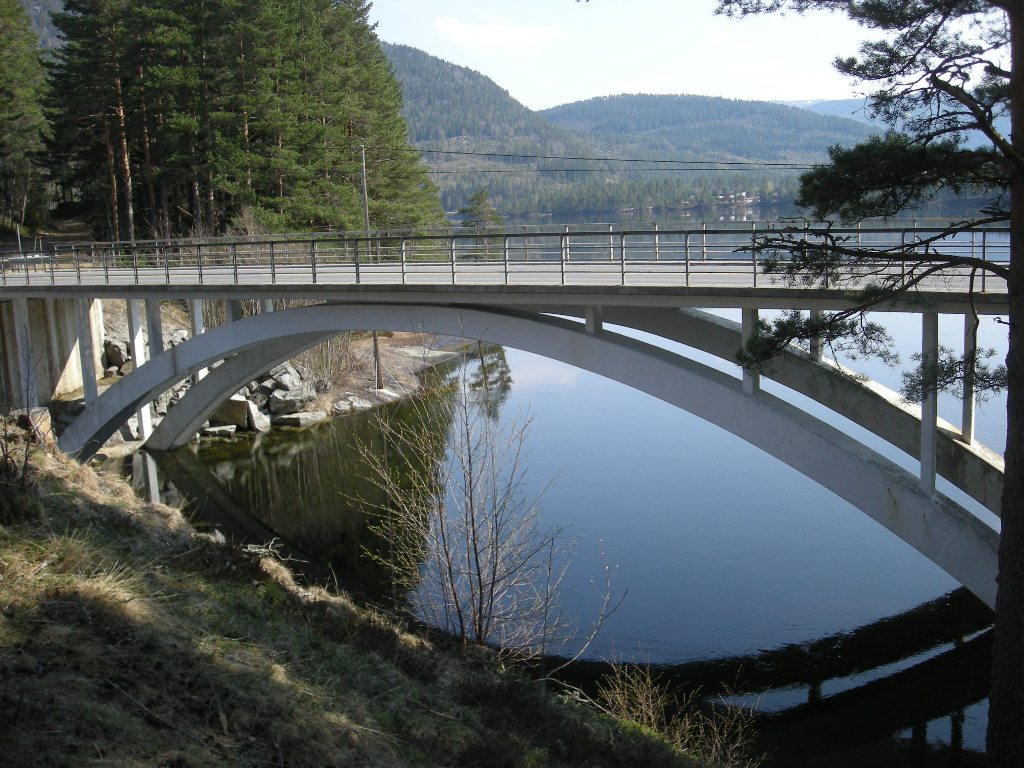
Brücke am Byglandsfjorden

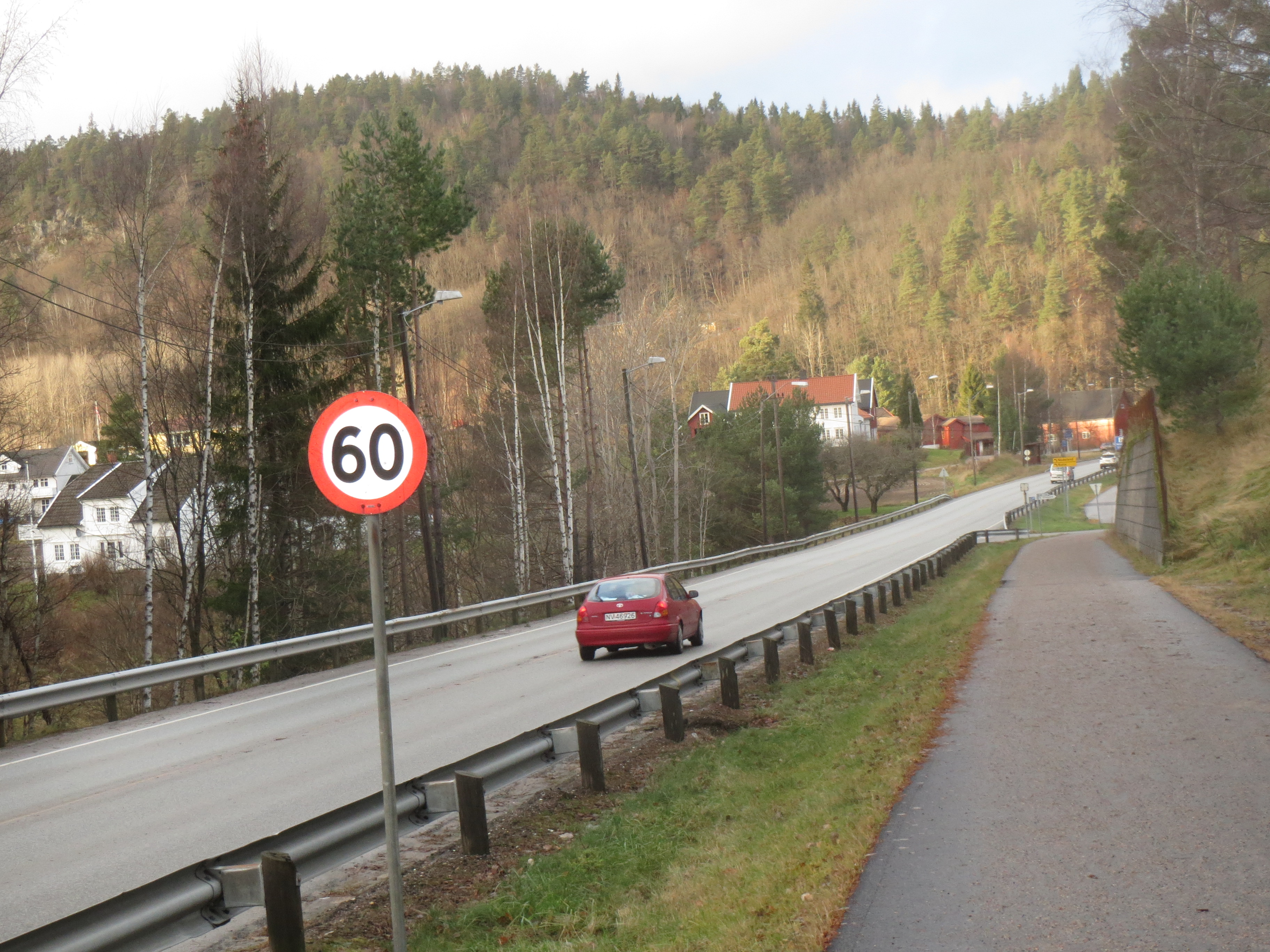
Die Straße in Torridal (Kristiansand)

Der Riksvei 9 (Rv 9; nynorsk: Riksveg 9 – Reichsstraße 9) ist eine norwegische Fernverkehrsstraße. Die Straße beginnt in Haukeli an der Europastraße 134 (Haukelivegen) und führt generell nach Süden in die Provinz Agder dem Fluss Otra folgend durch die Gemeinde Bykle und das Setesdal durch Valle und Bygland (mit dem von der Otra durchflossenen See Byglandsfjorden), Evje in die Gemeinde Vennesla und erreicht schließlich das Gemeindegebiet von Kristiansand. Dort endet er an der Stelle, an der die Europastraße 18 in die Europastraße 39 (Fährverbindung von Hirtshals in Dänemark) übergeht.